# Bahnhof Attoko
Der Bahnhof Attoko (jap. 厚床駅, Attoko-eki) ist ein Bahnhof auf der japanischen Insel Hokkaidō. Er befindet sich in der Unterpräfektur Nemuro auf dem Gebiet der Stadt Nemuro.

## Beschreibung

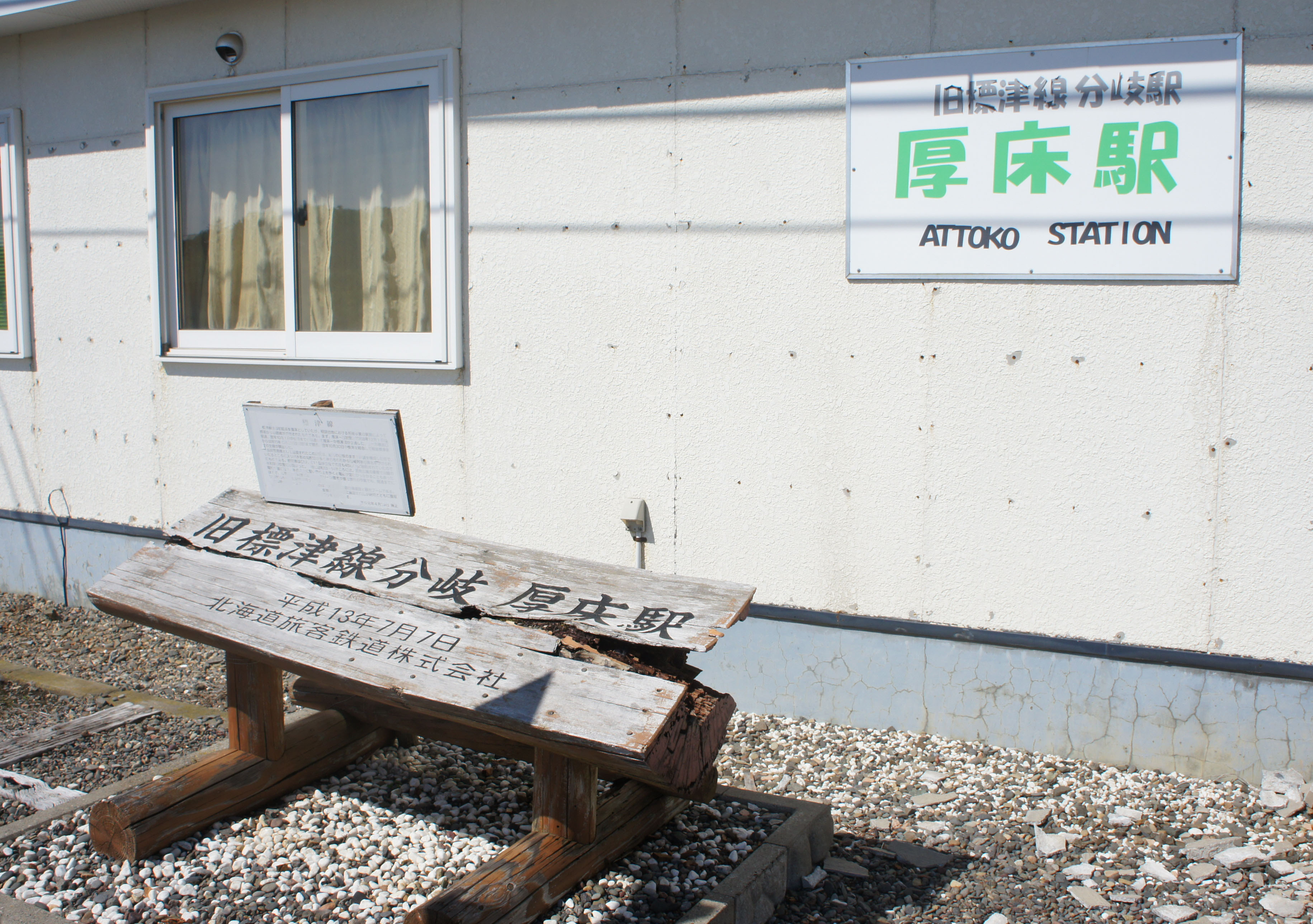
Gedenkschild der Shibetsu-Linie am Bahnhof Attoko

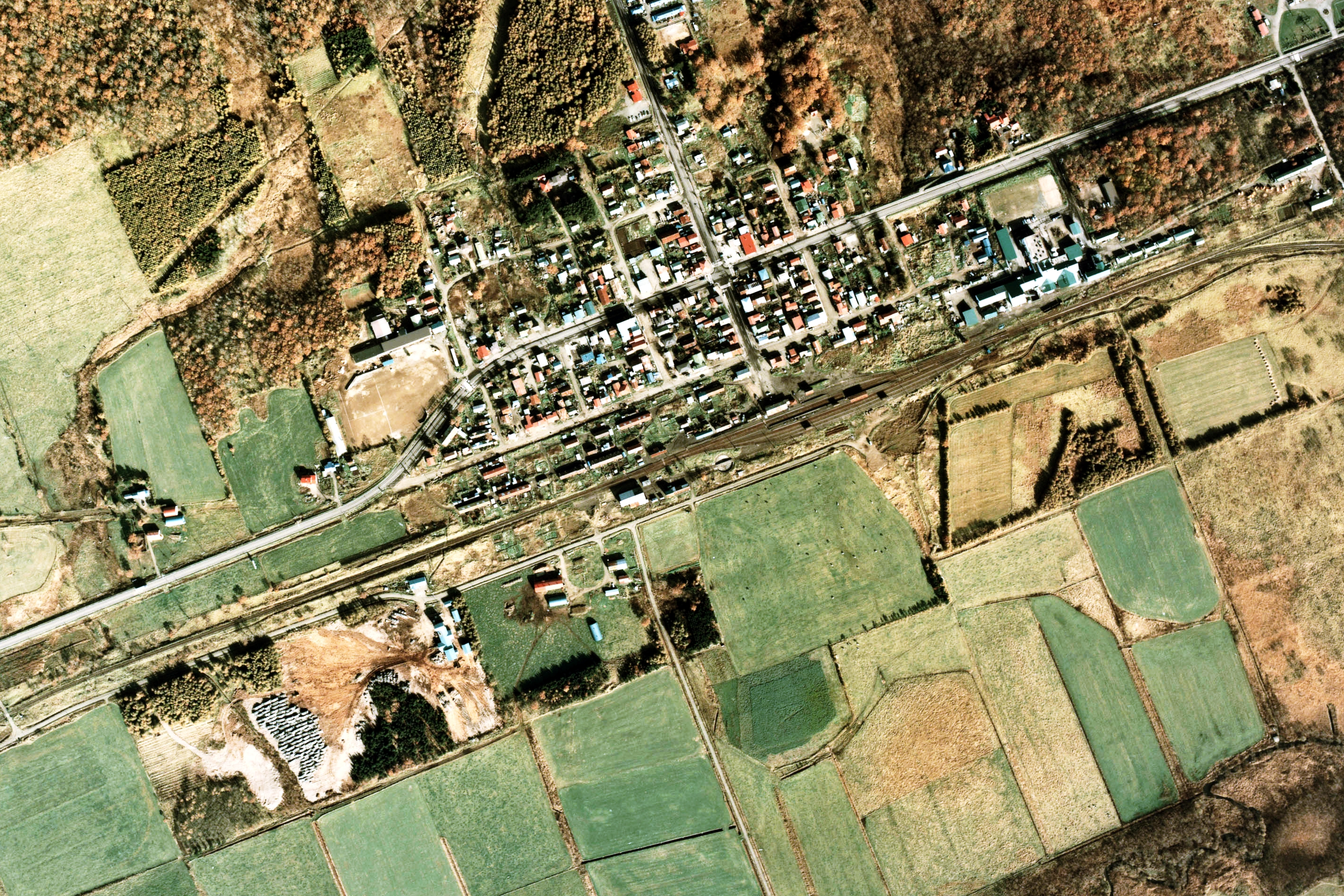
Luftansicht (1977)

Attoko ist ein Zwischenbahnhof und früherer Trennungsbahnhof an der Nemuro-Hauptlinie. Diese führt von Takikawa über Obihiro und Kushiro nach Nemuro und wird von der Gesellschaft JR Hokkaido betrieben. Alle zwei bis drei Stunden verkehren Regionalzüge von Kushiro nach Nemuro und zurück, hinzu kommen einmal täglich die Eilzüge Nosappu und Hanasaki.
Der Bahnhof liegt am Südrand des Ortsteils Attoko und ist von Westen nach Osten ausgerichtet. Er besitzt zwei Gleise, von denen jenes am Hausbahnsteig dem Personenverkehr dient. In den 1960er Jahren, als das Verkehrsaufkommen noch deutlich größer war und reger Güterverkehr herrschte, besaß der Bahnhof sechs Gleise. Vor dem Bahnhof befindet sich eine Bushaltestelle, die von drei Linien der Gesellschaft Nemuro Kōtsū bedient wird.

## Geschichte
Das Eisenbahnamt (das spätere Eisenbahnministerium) eröffnete am 25. November 1919 den Abschnitt Akkeshi–Attoko der Nemuro-Hauptlinie. Attoko war knapp ein Jahr lang die östliche Endstation. Am 10. November 1920 folgte das Teilstück nach Nishi-Wada, der definitive östliche Endpunkt Nemuro war 1921 erreicht.
Unter der Aufsicht des Innenministeriums entstand zur Erschließung des Hinterlandes die Fūren-Linie, eine 15,2 km lange Kleinbahn mit einer Spurweite von 762 mm. Sie verkehrte von 1933 bis 1964, wurde von Pferden gezogen und diente vor allem dem Transport von landwirtschaftlichen Erzeugnissen zum Bahnhof Attoko. Am 1. Dezember 1933 nahm das Eisenbahnministerium die Shibetsu-Linie von Attoko nach Bekkai in Betrieb; ein Jahr später führte diese bis nach Nakashibetsu.
Aus Kostengründen stellte die Japanische Staatsbahn am 15. Juli 1979 den Güterumschlag ein, am 1. Februar 1984 auch die Gepäckaufgabe. Im Rahmen der Staatsbahnprivatisierung ging der Bahnhof am 1. April 1987 in den Besitz der neuen Gesellschaft JR Hokkaido über. Diese legte am 30. April 1989 die Shibetsu-Linie still, seither ist Attoko nur noch ein Durchgangsbahnhof. Seit 1995 ist der Bahnhof nicht mehr mit Personal besetzt.